# Coelorinchus melanosagmatus
Coelorinchus melanosagmatus es una especie de pez de la familia Macrouridae en el orden de los Gadiformes.

## Morfología
• Los machos pueden llegar alcanzar los 23 cm de longitud total.

## Hábitat
Es un pez de aguas profundas que vive entre 293-400 m de profundidad.

## Distribución geográfica
Se encuentra en Tanzania, Kenia y el Mar de Andaman.